# Nuvelă fantastică
Nuvela fantastică este o nuvelă care aparține prozei fantastice. Cezara și Sărmanul Dionis de Mihai Eminescu sunt considerate unele dintre primele nuvele fantastice din literatura română. Gheorghe Glodeanu afirmă în Avatarurile prozei lui Eminescu (2000): „Cronologic, primul autor de proză fantastică românească de certă valoare este Mihai Eminescu, considerat și creatorul genului la noi în țară.”

## Proza fantastică
Literatura fantastică este un tip modern de literatură narativă, caracterizat prin mister, suspans, incertitudine. Deși fantasticul în sens larg este prezent nu numai în artă, ci și în multe alte manifestări ale spiritualității omenești din cele mai vechi timpuri, literatura fantastică este recunoscută ca o specie literară apare abia în secolul al XIX-lea.
Proza fantastică se caracterizează prin apariția subtilă a unui element misterios, inexplicabil, care perturbă ordinea firească a realității. Această intruziune a unei „alte realități” enigmatice în lumea obișnuită stârnește neliniștea sau spaima personajelor, care se străduiesc să înțeleagă ce se întâmplă de fapt, să găsească o justificare a evenimentelor insolite în care sunt angrenate. De regulă nicio explicație nu se dovedește până la urmă pe deplin satisfăcătoare. Prin echivocul și prin incertitudinea pe care le întreține, fantasticul modern are caracter deschis, problematizat, spre deosebire de basm, narațiune fabuloasă tradițională, care înfățișează lumi închise.

## Trăsături ale curentului fantastic
1. Existența celor două planuri: real-ireal; în planul lumii familiare pătrunde un eveniment misterios, inexplicabil prin legile naturale;
2. Dispariția limitelor de timp și de spațiu la apariția elementului misterios/ireal;
3. Compoziția gradată a narațiunii întreține tensiunea epică;
4. Final ambiguu;
5. Ezitarea eroului și a cititorului de a opta pentru o explicație a evenimentului (o lege naturală sau una supranaturală);
6. Prin relatarea întâmplărilor la persoana I de către cel care le-a trăit sau de către martor, scrierea capătă mai multă credibilitate și facilitează identificarea cititorului cu întâmplările și cu neliniștea personajului;
7. Pentru a face ca inexplicabilul să devină acceptabil, naratorul scrierii fantastice propune sau sugerează diverse explicații pentru evenimentele relatate, explicații ce se dovedesc în general incomplete și nesatisfăcătoare.

## Exemple de nuvele fantastice
- „Aranca, știma lacurilor” de Cezar Petrescu
- „Kir Ianulea” (1909) de Ion Luca Caragiale
- „Secretul doctorului Honigberger” de Mircea Eliade
- Volumul Iarna bărbaților (1965) de Ștefan Bănulescu. Conține nuvele ca Mistreții erau blînzi, Dropia, Satul de lut, Vară și viscol, Masa cu oglinzi
- "La țigănci" de Mircea Eliade